# Paratenuisentis ambiguus
Paratenuisentis ambiguus är en hakmaskart som först beskrevs av Van Cleave 1921.  Paratenuisentis ambiguus ingår i släktet Paratenuisentis och familjen Tenuisentidae. Arten har ej påträffats i Sverige. Inga underarter finns listade i Catalogue of Life.